# North Little Rock
North Little Rock è un centro abitato (city) degli Stati Uniti d'America, situato nella contea di Pulaski dello Stato dell'Arkansas. Nel 2009 la popolazione era di 60.139 abitanti.

## Geografia fisica
Secondo i rilevamenti dello United States Census Bureau, North Little Rock si estende su una superficie di 46,96 km².

## Infrastrutture e trasporti
La città è servita dalla linea blu della rete tranviaria di Little Rock.